# Gunhild Tegen

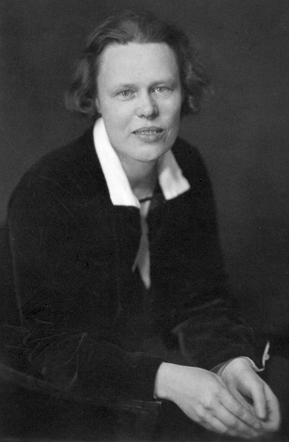
Gunhild Tegen (um 1930)

Gunhild Maria Elisabet Tegen (* 15. August 1889 auf Alnön (Västernorrland); † 24. Mai 1970 in Stockholm) war eine schwedische Schriftstellerin und Übersetzerin, die sich für Frauenrechte und den Weltfrieden einsetzte. Ihr erstes Buch veröffentlichte sie unter dem Pseudonym Tor Tilja.

## Leben
Gunhild Tegens Eltern waren der Kapitän Johan Petter Nordling und seine Frau Maria Erika Dahlén. Tegen absolvierte 1910 das Staatsexamen für Volksschulen und studierte von 1911 bis 1912 an der Universität Uppsala. Anschließend unterrichtete sie bis 1914 an der Mädchenschule in Sundsvall. Im folgenden Jahr heiratete sie Einar Tegen (1884–1965), der später Hochschullehrer für Philosophie und Soziologie wurde. In Uppsala gebar sie ihre Kinder, die Übersetzerin Inga Tegen (1916–2009) und den Musikwissenschaftler Martin Tegen (1919–2019).
In den 1920er Jahren arbeitete Gunhild Tegen für eine Reihe von Zeitschriften und veröffentlichte Artikel, Kurzgeschichten und Plaudereien im Stil einer Causerie. Daneben arbeitete sie als Übersetzerin für den Lindblad-Verlag in Uppsala. Ihr erstes Buch Eros i Uppsala hat autobiografische Züge. Sie veröffentlichte es 1929 als Tor Tilja. Nachdem ihr Ehemann 1931 eine Berufung an die Universität Lund erhalten hatte, übersiedelte die Familie nach Südschweden und sechs Jahre später nach Stockholm.
Nachdem Tegen einen Bericht über die KZ-Haft des deutschen Abgeordneten Gerhart Seger gelesen hatte, beschäftigte sie sich mit der Situation in Deutschland. Am 30. November 1934 veröffentlichte sie im Lunds Dagblad einen Artikel mit dem Titel „Vem vill krig?“ (Wer will Krieg?). Während und nach dem Zweiten Weltkrieg engagierte sie sich für im Exil lebende Intellektuelle sowie in der Flüchtlingshilfe und der Friedensbewegung. Tegen stand in engem Kontakt mit der Schriftstellerin Nelly Sachs, die im Mai 1940 als Flüchtling nach Schweden gekommen war (und wenige Tage vor Tegen starb). Nach Kriegsende dokumentierte sie mit ihrem Mann die Schicksale von Flüchtlingen und Überlebenden der deutschen Vernichtungslager.
Tegen war Mitglied der Sveriges socialdemokratiska arbetareparti (SAP, Sozialdemokratische Arbeiterpartei Schwedens), die sie 1943 wegen der eingeschränkten Flüchtlingspolitik Schwedens aus Protest verließ. Daneben leitete sie die Sektion Malmö-Lund des Yrkeskvinnors klubb (YK, Klub der berufstätigen Frauen) und gründete weitere Organisationen. Für den Svenska Landsbygdens Studieförbund (SLS) gründete Tegen eine Studiengruppe zum Thema „Ehe“. Sie war in der Women’s International League for Peace and Freedom (WILPF, Internationale Frauenliga für Frieden und Freiheit), in einem Komitee für demokratischen Wiederaufbau und in der Världssamling för fred aktiv. In der Sowjetunion besuchte Tegen die Tochter von Sofja Kowalewskaja. Während sie in dem links und feministisch ausgerichteten Svenska Kvinnors Vänsterförbund aktiv war, besuchte sie auch die Volksrepublik China.
Gunhild Tegen starb am 24. Mai 1970 in Stockholm.

## Werk
Gunhild Tegen schrieb und übersetzte Werke verschiedener Genres. Sie verfasste Romane, Kurzgeschichten und Gedichtbände. Ihre Bücher En flicka växer upp und En fattig Studentska hatten autobiografische Züge und wurden in den 1930er Jahren veröffentlicht. Tegens Vorbild war Frida Stéenhoff und es gibt klare Verbindungen zwischen ihrem Roman Slavar und Stéenhoffs Sin nästas hustru. Ihr Roman Jakobs skuga erwähnt sowohl Nelly Sachs als auch die Flüchtlingssituation. Ein längerer Besuch in den Vereinigten Staaten während des Zweiten Weltkriegs ist das Thema ihres Buchs Jorden runt i krigstid (In Kriegszeiten um die Welt).
Gespräche mit Insassen der Vernichtungslager gab das Ehepaar Tegen 1945 unter dem Titel De dödsdömda vittna (Die Todgeweihten sagen aus) heraus. Der Bericht Gerhart Segers floss in Tegens Drehbuch En judisk tragedi ein, das auf die Notlage der jüdischen Bevölkerung in Deutschland aufmerksam machte. Svensk Filmindustri (SF) hatte dazu einen Wettbewerb ausgeschrieben. Da die Thematik aber als kontrovers galt, wurde der Film nie produziert.
Neben ihrer schriftstellerischen Tätigkeit beteiligte sich Tegen in den 1930er Jahren an öffentlichen Debatten durch Artikel, die sie in Arbetaren und Morgonbris veröffentlichte. In Dagens Nyheter erschienen Kurzgeschichten sowie 1934 drei Aufsätze mit dem Titel Allt om äktenskapet (Alles über die Ehe).
Tegens letztes Werk war der 1964 veröffentlichte Gedichtband Årens tröst.

## Werke (Auswahl)

### Eigene Werke
Romane:
- Vi kvinnor. Bonnier, Stockholm 1933.
- Vägen över Oxford. Lindblad, Uppsala 1935.
- Slavar. Bonnier, Stockholm 1936.
  - Dänisch: Slaver. 1945.
  - Norwegisch: Lidenskap. 1947.
- Det hände 1933. Bonnier, Stockholm 1939.
- Lyckan kommer... Norden, Malmö 1944.
- Den trånga cirkeln. Norden, Malmö 1945.
- I nöd och lust. Tre äktenskapsromaner. SLS, Södertälje 1950.
- Jakobs skugga. Förf, Stockholm 1953.

Kurzgeschichten:
- Livet går förbi. Bonnier, Stockholm 1937.
- Du blir aldrig gift. Bonnier, Stockholm 1941.
  - Dänisch: Du bliver aldrig gift. 1946.
- Vägen till Santa Fe. Medén, Stockholm 1947.
  - Englisch: The road to Santa Fe. 1947.

Gedichtband:
- Årens tröst. Bokgillet, Uppsala 1964.

Reisebericht:
- Jorden runt i krigstid. Lindblad, Uppsala 1942.

Drehbuch:
- En judisk tragedi. Lindströms bokh./Lunds Studenters Filmstudio, Lund 1935.

### Herausgeberin
- mit Einar Tegen: De dödsdömda vittna. Enquêtesvar och intervjuer. Wahlström & Widstrand, Stockholm 1945.

### Übersetzungen
- Luise Koppen: Katarina von Bora. Luthers maka. Diakonistyrelsen, 1918.
- Helene Christaller: Över djupen. Lindblad, Uppsala 1923.
- A. S. M. Hutchinson: En segrare. Lindblad, Uppsala 1924.
- Sundar Singh: Syner från andevärlden. Lindblad, Uppsala 1926.
- Estrid Ott: Då mor var pojke. Lindblad, Uppsala 1927.
- Marie Hamsun: Ola och hans syskon. Lindblad, Uppsala 1927.
- Max Dauthendey: Asiens själ. Noveller. Lindblad, Uppsala 1933.
- mit Inga Tegen: Lise Lindbæk: En session i Genèv. Tiden, Uppsala 1937.